# Rada pro zahraniční věci

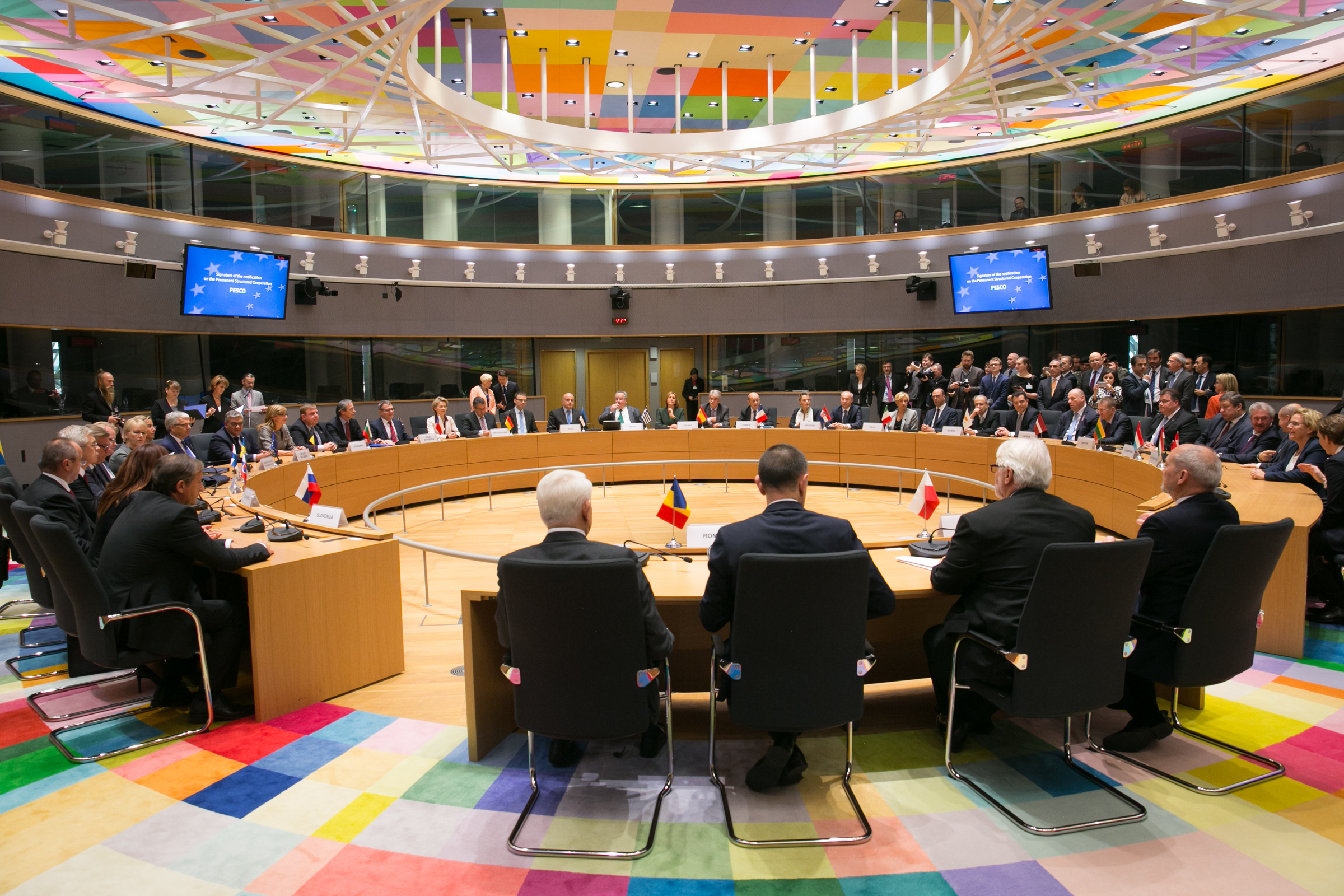
Zasedání FAC při podpisu společného oznámení o Stálé strukturované spolupráci (PESCO) v roce 2017 za účasti ministrů zahraničí a obrany.

Rada pro zahraniční věci (FAC) je konfigurace Rady Evropské unie, která se schází jednou měsíčně. Setkávají se zde ministři zahraničí členských států. V závislosti na programu se setkání účastní také ministři zodpovědní za evropské záležitosti, obranu, vývoj nebo obchod. Tato konfigurace je unikátní v tom, že jí předsedá Vysoký představitel Unie pro zahraniční věci a bezpečnostní politiku (HR/VP), nikoli členský stát předsedající Radě Evropské unie. Existuje jedna výjimka, kdy se FAC schází v sestavě ministrů odpovědných za obchod (FAC/Obchod), přičemž schůzi předsedá ministr předsedajícího členského státu.
Na svých zasedáních se FAC zabývá celou vnější činností EU, včetně společné zahraniční a bezpečnostní politiky (SZBP), společné bezpečnostní a obranné politiky (SBOP), zahraničního obchodu a rozvojové spolupráce. Prioritou v posledních letech pro FAC ve spolupráci s Evropskou komisí bylo zajistit soudržnost vnější činnosti EU díky řadě nástrojů, které má EU k dispozici.

## Složení
Rada pro zahraniční věci sdružuje různé zástupce na ministerské úrovni v závislosti na programu určitého zasedání Rady. Obvykle se setkání účastní ministři zahraničí jednotlivých zemí nebo jejich zástupci. V jiných případech se účastní ministři obrany, obchodu nebo rozvoje.

### Konfigurace
| Konfigurace  | Oblast                                      | Členové                    | Předseda Rady                                    | Současný úřadující předseda                                                           |
| ------------ | ------------------------------------------- | -------------------------- | ------------------------------------------------ | ------------------------------------------------------------------------------------- |
| FAC          | Společná zahraniční a bezpečnostní politika | ministři zahraničních věcí | Vysoký představitel Unie                         | Kaja Kallasová (ESVČ)                                                                 |
| FAC (Obrana) | Společná bezpečnostní a obranná politika    | ministři obrany            | Vysoký představitel Unie                         | Kaja Kallasová (ESVČ)                                                                 |
| FAC (Rozvoj) | Rozvojová spolupráce                        | ministři rozvoje           | Vysoký představitel Unie                         | Kaja Kallasová (ESVČ)                                                                 |
| FAC (Obchod) | Společná obchodní politika                  | ministři obchodu           | Odpovědný ministr předsedajícího členského státu | Franck Riester, Delegát ministra pro zahraniční obchod a ekonomickou atraktivitu (FR) |

## Dějiny
FAC byla založena v roce 2009 Lisabonskou smlouvou. „Rada pro obecné záležitosti a vnější vztahy“ se rozdělila na Radu pro zahraniční věci a Radu pro obecné záležitosti. Obecná a zahraniční rada jsou jediné dvě rady uvedené ve smlouvách EU.